# Irina Vasconcelos
Irina Dayse de Vasconcelos (Luanda, 4 de fevereiro de 1985) é uma cantora e compositora angolana. É uma das principais cantoras de rock de Angola.

## Biografia
Nasceu em Luanda, no hospital Lucrécia Paim, pelas 11h00 da manhã do dia 4 de fevereiro de 1985. Sempre foi ligada a música, por influências familiares (mãe e tias) que faziam serões repletos de cantos africanos. Ela foi estudar em Portugal e lá teve uma maior expansão das suas referências do rock, jazz e soul, apesar de sentir falta dos ritmos africanos aos quais se habituara.
Mais tarde, com a idade de 10 anos, já de regresso a sua terra natal (Angola), conheceu um grupo de estuantes do Instituto Médio Industrial de Luanda. Estes estudantes tocavam guitarra e foi lá onde ela teve as suas primeiras lições do instrumento, formando assim um movimento de rock que já realizava festivais de rock.
Neste período foi muito influenciada por Artur Nunes, Filipe Mukenga e Vunvum, percebendo neles a mistura do rock e do jazz alternativo.

### Carreira
O seu primeiro projecto foi no Espaço Bahia, chamado Música da Banda. Neste evento participavam artistas para cantar e tocar música feitas apenas por angolanos, foi necessário buscar múcicos de várias partes do país tais como Cazenga e Catete para acompanhar artistas como Wyza, Jack Nkanga e Lukeny Bamba. 
A artista uniu-se à alguns amigos, formando, em 2008 o grupo "Café Negro", que inicialmente tinha o nome "Question Mark" (ponto de interrogação, em português). Compartilhavam do senso de pesquisa musical e buscavam por sonoridades agradaveis, apesar do rock não ter sido um ritmo com grande aceitação na periferia de Luanda. Decidiram embarcar neste projeto com composições próprias. Posteriormente, o produtor musical Jorge Santos investiu no grupo e patrocinou a tiragem do álbum e do videoclipe. A banda passou a ser composta por 5 elementos, com Edy British como ritmista, Jô Batera como baterista, Ary como solista, Maiô como baixista e Irina Vasconcelos como vocalista. A banda Café Negro para além da sua raiz essencialmente rock, conta com  influências do ritmo cilapanga, do funk, do punk, do soul e da música electrónica. O primeiro álbum da banda, intitulado "A safra", foi lançado no dia 8 de abril de 2013.
A banda Café Negro foi premiada em 2014 como grupo do Ano no Angola Music Awards, e dos projectos Kianda Soul e Etimba Fest.
Em 2021 lançou o álbum "Kai Filhos Do Mar". O disco aborda questões que passam pelo amor, respeito, família, união entre os povos africanos.

## Vida pessoal
Irina Vasconcelos, actualmente vive com o esposo e os dois filhos na Zâmbia. 